# Sabka
Sabka (arabsko: سبخة) je obalna, nadplimsko blatna ali peščena ravnina, v kateri se zaradi polsušnega do sušnega podnebja kopičijo evaporitno-slani minerali. Sabke so stopenjske med kopnim in medplimskim območjem znotraj omejenih obalnih ravnin tik nad običajno stopnjo visoke plime. Znotraj sabke se usedline evaporitno-slanih mineralov običajno kopičijo pod površjem blatnih ali peščenih ravnin. Evaporitno-slani minerali, plimovanje in eolske usedline so značilni za številne sabke, ki jih najdemo ob sodobnih obalah. Sprejet tipičen kraj za sabko je na južni obali Perzijskega zaliva v Združenih arabskih emiratih in Omanu. Sabka je fonetična transliteracija arabske besede, ki se uporablja za opis katere koli oblike slanišča. Sabka je znana tudi kot sebka ali obalna sabka.
Izraz sabkha se uporablja tudi kot splošen izraz za katero koli ravno območje, obalno ali notranjo, kjer se zaradi izhlapevanja sol in drugi izhlapevajoči minerali izločajo v bližini ali na površini. Izraz celinska sabka se uporablja za taka okolja v puščavah. Zaradi zmede, ki je nastala z uporabo besede sabka za slanišče in playas, je bilo predlagano, da se uporaba tega izraza opusti za playas (suha jezerska površina) in druge intrakontinentalne kotline in ravnine.

## Izvor in razvoj

### Abu Dabi sabka
Izvor in napredovanje razvoja obalne sabke na južni obali Perzijskega zaliva je bil prvič podrobno obravnavan v temeljnem dokumentu Evansa in sodelavcev leta 1969. Južna obala Perzijskega zaliva je plitva karbonatna rampa z nizkim kotom, za katero je značilen evaporitni nadplimski sistem, ki prehaja od obale preko širokega karbonatno-evaporitnega medplimskega okolja v subplimski sistem, v katerem prevladujejo karbonati. To je nizkoenergijski sistem nastavitev z majhnim razponom plimovanja (1-2 m) in nizko energijo valov zaradi omejenega prinašanja. Visoke stopnje izhlapevanja povzročijo slanost 45–46 g l −1 vzdolž odprte morske obale Abu Dabija in do 89 g l −1 v bolj omejenih lagunah. Obala Abu Dabija je lokalno zaščitena pred odprtimi morskimi razmerami s številnimi polotoki in obalnimi plitvinami ter otoki, povezanimi z vzhodno-zahodno smerjo Great Pearl Bank.

### Laguna Hor
V modelu hor-laguna-sabka začetni dvig morske gladine poplavi obalna območja in ustvari plitve vodne značilnosti. Če se elementi zamulijo ali se kopno dvigne ali gladina morja pade, potem ujeta voda izhlapi in ostane ravno slanišče ali sabka. Če ima obalna regija neenakomerno topografijo, potem poplave ustvarijo velike neodvisne potoke ali khor. Khor je plitev, podplimski ravninski ali plimski zaliv. Dovod lahko gosti sive mangrove, odvisno od tega ali je manj slane vode na voljo iz vadijev ali podtalnice. Ko se usedlina začne kopičiti, postanejo hori bolj plitki in tvorijo laguno ali medplimsko ravnino. Lagune se še naprej polnijo, dokler ni ob oseki izpostavljeno dno lagune in se začne oblikovati sabka. Sabka je lahko poplavljena med spomladansko plimo, ki je višja od običajne, po nevihtah ali ko močan veter potisne morsko vodo na kopno do globine nekaj centimetrov. Zrele sabke so poplavljene samo po močnih nevihtah in se lahko sčasoma združijo v obalno ravnico sabka. Te obalne ravnice so zelo ravne, z reliefom med 10–50 cm, njihov naklon proti morju pa je lahko le 1:1000.
Ta okolja lahko najdemo tudi sočasno v vzporednih pasovih do obale. Koralni grebeni, pregradni otoki in oolitne plitvine tvorijo pregrado z odprtim šelfom. Te vrste usedlin kažejo na višjo energijo in ščitijo okolja hor-lagune, kar omogoča rast mangrovskih gozdov ter biofilma iz alg in cianobakterij, ki imajo raje bolj zaprto okolje z nižjo energijsko vrednostjo. V notranjosti tega so nadplimske sabke. Sabke so lahko široke do 15 km, ko so proti morju sipine, ki dobavljajo velike količine usedlin. Sabke proti morju od nizkih izdankov miocenskih karbonatnih evaporitov ali aluvialnih stožcev ob Omanovem prelomnem in narivnem pasu je lahko širok tudi nekaj sto metrov.

### Polje sipin
Če ima obala polja s sipinami, potem poplave ustvarijo veliko manjših bazenov med grebeni sipin. V nekaterih delih sveta lahko ta jezera nastanejo tudi v celinskih puščavah, ki jih napolni dež ali dvig gladine vode iz podzemnih vodonosnikov.
Na primer, veliki deli Rub al-Hali v Saudovi Arabiji in južnih ZAE so sestavljeni iz vzorcev visokih visečih barhanskih sipin, ki se izmenjujejo s celinsko sabko, napolnjeno s slanišči. Ponekod se celinska sabka povezuje in tvori dolge dostopne koridorje v puščavo.
|  |  |  |

Tretja slika prikazuje območje južno od oaze Liva v obliki polmeseca v južnih ZAE. Slika je široka približno 80 km, pri čemer je vsaka celinska sabka približno 2-3 km dolga in 1 km široka. Vidite lahko bele usedline soli, ki prekrivajo površino celinske sabke. Sipina Moreb, ki se dviga 120 m nad celinsko sabko, je približno na sredini slike. Meja med Saudovo Arabijo in ZAE je prikazana rdeče.
Tla celinske sabke so običajno trda kombinacija peska, blata in soli. Po suhi, celinski sabki je enostavno hoditi ali voziti vozila s pogonom na vsa štiri kolesa. Vendar pa se po deževju in hudourniških poplavah celinska sabka napolni s plitvimi plastmi vode in jih ni mogoče prečkati, dokler se ne izsušijo in tvorijo novo skorjo. Ko so tla delno posušena, se nad mehkim blatom ali votlinami oblikuje solna skorja in vozilo obtiči, ko prebije  skorjo.
Tu sta dva trenutna primera poplavljenih sipin. Prva ni puščava, ampak obalno polje sipin v amazonskem območju, ki ga je poplavilo močno deževje. Druga je suha celinska puščava v regiji Gobi, ki jo preplavlja podzemna voda iz bližnjih gora.
|  |  |

## Podnebni učinki
Podnebje je eden glavnih dejavnikov pri razvoju sabke. Padavine v tem sušnem območju se običajno pojavljajo kot nevihte in znašajo v povprečju 4 cm/leto. Temperature se lahko gibljejo od 50 °C do 0 °C. Vlažnost je povezana s smerjo vetra, pri čemer je zjutraj v suhi notranjosti vlažnost le 20 %, popoldne pa se poveča, ko prevladuje močan veter na kopnem. Ponoči lahko relativna vlažnost 100 % povzroči gosto meglo. Temperature vode se razlikujejo glede na globino, pri čemer je plitva voda do 10 °C toplejša. Te visoke temperature povzročajo visoke stopnje izhlapevanja v Perzijskem zalivu, kar 124 cm/leto, zaradi česar se slanost v plitvih lagunah poveča na kar 70 ppt. Neto stopnja izhlapevanja iz sabke je lahko celo za red velikosti manjša in je v zadnjih 4000 do 5000 letih v povprečju znašala 6 cm. Razlogi za to so, da površina sabke ni površina s prosto vodo, visoka vlažnost ponoči in navpična razslojenost zračnega stolpca. Kljub izgubi vode zaradi izhlapevanja podzemna voda, ki ni nikoli globlja od 1,5 m, teče proti morju in se napaja s celinskimi vodami, deževnimi nevihtami in severozahodnimi "šamalskimi" vetrovi, ki ustvarjajo valove, višje od višine medplimovanja in poganjajo vodo kar 5 km v notranjost nad sabko do globine nekaj centimetrov.
Podnebne razlike vodijo do zelo dinamične narave sabke. Halit se odlaga na površino sabke, sadra in aragonit pa se izločata v podpovršje s kapilarnim delovanjem iz slanic, prinesenih iz podzemne vode. V treh delih sabke se lahko sadra spremeni v anhidrit, aragonit pa se lahko diagenetsko dolomitizira. Toplotno krčenje ponoči in širjenje podnevi vodi do konkavnih poligonalnih plošč, saj so bili robovi obrnjeni navzgor, deloma zaradi rasti evaporitov, ki zagozdijo razpoko. Pod tem je mavčna kaša, kjer se lahko razvijejo noduli anhidrita in drugih sulfatov. Ti lahko tvorijo tudi kristalno strukturo. Pod njimi so medplimske usedline, za katere je značilno laminirano, organsko bogato blato, ki ga tvorijo mikrobne preproge, ki se navzdol spreminjajo v bolj bioturbirano blato. Podplimski facije prikazuje karbonatne zrnate kamne in lagunsko blato.
Ta facijska zaporedja, razen halita, ki se ob namočenju pogosto ponovno raztopi, je mogoče enostavno ohraniti. Dejavniki, ki omogočajo ohranitev, vključujejo progradacijo sabke s hitrostjo sedimentacije 1 m/1000 let in ustvarjanje Stokesovih površin. Te površine nastanejo zaradi deflacije površine sabke, ki je povezana z nivojem podzemne vode, ki deluje kot lokalni osnovni nivo.

## Rezervoarji ogljikovodikov
Nahajališča sabk naj bi tvorila nekatere glavne podzemne zaloge ogljikovodikov na Bližnjem vzhodu (in drugod). Vir teh ogljikovodikov (tako plina kot nafte) so lahko mikrobne preproge in mangrovski paleosol, najdeni v zaporedju sabk, ki imajo skupni organski ogljik do 8,2 % in vodikove indekse, značilne za morske kerogene tipa II.
Nekateri starodavni analogi vključujejo neposredne podzemne formacije, kot so permska formacija Khuff, jurski arabski in hitski anhidrit ter terciarne sedimentne kamnine. Podobna nahajališča najdemo tudi v ordovicijskem bazenu Williston, permskem bazenu v Teksasu, pa tudi v jurskem Mehiškem zalivu. Sodobne sabke so prisotne v različnih oblikah ob obalah Severne Afrike, Baja California in v zalivu Shark Bay v Avstraliji.